# Jappy
Jappy ist ein deutsches soziales Netzwerk. Es wurde im Juni 2001 gegründet und versteht sich als Netzwerk für Freunde. Die Mitglieder stammen, nach eigenen Angaben der Plattform, aus dem ganzen deutschsprachigen Raum, mit Schwerpunkt in Ballungsgebieten. Bis 2011 konzentrierte sich Jappy ausschließlich auf den deutschsprachigen Raum, ab Juni 2011 gab es zwischenzeitlich auch eine englische Version der Plattform. Jappy stand im März 2013 mit gut 1,5 Millionen aktiven Nutzern auf Platz 16 der sozialen Netzwerke in Deutschland. Anfang Oktober 2018 gab es laut Betreiber noch knapp 240.000 registrierte Nutzer. Im Januar 2019 wurden noch etwas mehr als 230.000 Mitglieder ausgewiesen.

## Geschichte

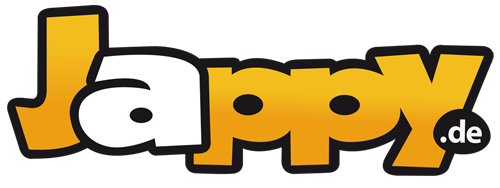
Logo von Jappy bis Oktober 2021

Im Jahr 2001 gründeten der BWL-Student Matthias Vogl und der Elektrotechnik-Student Christian Wimmer ein Online-Angebot unter dem Namen Singletreffen.net. Hier sollten Benutzer die Möglichkeit haben, online zu flirten. Ein Jahr später wurde das Netzwerk in Jappy.tv umbenannt, drei weitere Jahre darauf in Jappy.de. Der Name Jappy ist ein Fantasiename; Jappy war das Pseudonym eines Mitarbeiters der Exilausgabe der deutschen satirischen Zeitschrift Simplicissimus. 2006 zählte das Netzwerk über 100.000 Mitglieder und wurde von einer GbR in eine GmbH umgewandelt. Im November 2008 überschritt Jappy die Marke von einer Million Mitgliedern und erreichte mehr als 2,5 Milliarden Seitenaufrufe im Monat. Jappy.de firmiert seit 2007 als GmbH mit Sitz in Hauzenberg im Landkreis Passau. Am 15. Juni 2011 feierte Jappy seinen 10. Geburtstag.
Die Seite wird durch Werbeeinnahmen finanziert. Laut Comscore admetrix April 2011 war Jappy gemessen an den Ad Impressions seinerzeit unter den Top 3 Publishern in Deutschland.
Seit Herbst 2011 war die neue Version V4 online. Sie war eine Überarbeitung und wartete mit neuen Eigenschaften auf, allerdings auch mit Einschränkungen gegenüber der Vorversion. Ab 18. September 2013 präsentiert sich Version 4 nach einem Facelifting.
Am 12. August 2015 wurde erneut eine neue Version von Jappy präsentiert. Diese orientiert sich mit ihren simplifizierten Gestaltungselementen sehr an der mobilen Version.

## Angebot
Für die Nutzung des Netzwerks ist eine Registrierung erforderlich. Die Mitglieder geben bei der Registrierung einen Nicknamen an. In der Regel wird dafür ein Pseudonym verwendet, mit dem sich die Nutzer innerhalb der Plattform bewegen. Seit Februar 2010 ist es möglich, zusätzlich zum Nicknamen den realen Vor- und Zunamen einzugeben und je nach Privatsphäre-Einstellungen im Profil anzeigen zu lassen. Seit November 2012 wird nur noch der Vorname erfragt und auf Wunsch auch angezeigt.
Den Mitgliedern standen anfangs verschiedene Möglichkeiten wie Ticker, Gruppen, Gästebücher und ein Mailsystem zur Verfügung. Auch konnten sie ihr persönliches Profil mit Begrüßungstext, Bildern und eigenen Unterseiten gestalten. Jedes Mitglied hatte zudem die Möglichkeit, eine Flirtoption zu aktivieren. Die meisten dieser Möglichkeiten wurden jedoch inzwischen sukzessive abgeschafft, lediglich Gästebücher und bis zu zehn Profilbilder sind nunmehr noch möglich. Gegen eine virtuelle Währung, in Jappy Credits genannt, können anderen Nutzern virtuell Emoticons und Geschenke übergeben werden.
Neben einer mobilen Version der Plattform gibt es auch den sogenannten „Jappy Messenger“, eine Anwendung für Smartphones und Tablets mit Android oder Apple-iOS-Betriebssystem.
Stern.de bezeichnete Jappy im März 2009 aufgrund der „Anhäufung an kitschigen Gruß-Karten“ als „visuelles Abenteuer“, „Kitschuniversum“ sowie „Parallel-Universum der Gesellschaft“.
Der Spiegel stellte im April 2011 fest, dass „jede Plattform ihr eigenes Profil und ihren eigenen Ruf hat“ und bezeichnete Jappy im Vergleich mit anderen sozialen Plattformen als „eher freizügige Kontaktbörse“.

## Nutzer
Die Plattform ist für Nutzer ab 16 Jahren zugänglich. Jappy nimmt generell keine Altersverifizierung vor. Bei allen registrierten Nutzern von 16 bis 18 Jahren ist der Kontaktfilter bei Anmeldung voreingestellt, d. h., sie können nur von anderen Nutzern im Alter zwischen 16 und 20 Jahren kontaktiert werden. Diese Einstellung können diese Jugendlichen selbständig abschalten oder ändern.
Die Mitglieder wurden bis Anfang 2017 von etwa 200 ehrenamtlichen Moderatoren betreut, seither ist das Team auf wenige hauptamtliche Moderatoren geschrumpft. Das Moderatoren-Team ist hinsichtlich seiner Zuständigkeit in User, Spiele, Coms (Gruppen), Jugendschutz und Botschafter unterteilt.
Spiegel Online nannte die Internet-Community Jappy.de mit zum Zeitpunkt der Berichterstattung 1,9 Millionen Mitgliedern ein „vergleichsweise kleines“ Netzwerk im Vergleich zu den VZ Netzwerken, dafür seien die Benutzer „sehr aktiv“.
Eine Auswertung des Google AdPlanners durch das Branchenmagazin Meedia.de im Februar 2011 zeigte, dass Jappy zu den Top Ten der sozialen Netzwerke in Deutschland gehörte und in puncto Verweildauer pro Besuch an der Spitze lag. Das Internet-Marktforschungsinstitut Comscore bestätigte die Verweildauer gemessen im Monat August 2011. Jappy.de belegte Platz 2 und kam somit noch vor Facebook.
Nach einer vom Statistik-Portal Statista im August 2012 ermittelten Studie gehörte Jappy nicht mehr zu den zehn populärsten sozialen Netzwerken in Deutschland; im März 2013 stand Jappy auf Platz 16 der sozialen Netzwerke in Deutschland.

## Datensicherheit
Im März 2010 untersuchte die Stiftung Warentest den Datenschutz von insgesamt zehn deutschsprachigen sozialen Netzwerken mit mehr als 100.000 Besuchern pro Tag. Hierbei wurde bei Jappy eine Sicherheitslücke entdeckt, über die sich Angreifer mit „einfachen Mitteln: einem Computer und einer simplen, selbstentwickelten Software“ Zugang auf andere Benutzerkonten verschaffen konnten. Nach Angaben des Betreibers wurde die „Datensicherheit inzwischen geändert“. Insgesamt lag Jappy beim Ranking mit der Bewertung „Deutliche Mängel“ auf dem dritten Platz.
Am Abend des 5. November 2013 ist es einem oder mehreren Angreifern gelungen, auf die Jappy-Datenbank zuzugreifen. Hierbei wurden die Benutzernamen, E-Mail-Adressen, Geburtsdaten und Passwörter von Nutzern ausgelesen.